# سیکورسکی فایرفلای
سیکورسکی فایرفلای (به انگلیسی: Sikorsky Firefly) یک بالگرد الکتریکی آزمایشی ساختِ کارخانهٔ سیکورسکی در کشور ایالات متحده آمریکا است.